# Mannarapura, Chik Ballapur
Mannarapura là một làng thuộc tehsil Chik Ballapur, huyện Kolar, bang Karnataka, Ấn Độ.